# Wolf Wilhelm Friedrich von Baudissin
Wolf Wilhelm Friedrich von Baudissin (født 26. september 1847 på Sophienruhe ved Kiel, død 6. februar 1926) var en tysk gammeltestamentlig teolog og greve, søn af Wolf Heinrich Friedrich Karl von Baudissin.
von Baudissin blev privatdocent i Leipzig 1874, professor i Strassburg 1876, i Marburg 1881 og i Berlin 1900. Han har blandt andet skrevet Studien zur semitischen Religionsgeschichte (1876-78) og Einleitung in die Bücher des Alten Testaments (1901).